# Turț (băutură)
Turțul este o băutură alcoolică specifică Țării Oașului, care a căpătat denumirea de la localitea Turț, județul Satu Mare, faimoasă în producerea acesteia.  
Băutura este un distilat din fructe denumit și pălincă sau palincă. Această băutură este obținută, cel mai adesea din prune, prin dublă distilare, și are o tărie între 52% - 62% alcool. Rețeta prevede ca băutura să fie depozitată în butoaie de dud (pomnițar) o perioadă mai lungă, pentru a câștiga în gust și culoare.  
Băutura se produce în același fel și în regiunile învecinate Țara Codrului Țara Chioarului,și Maramureș.  

### Reglementări
În Ordonanța nr. 34 din 30 ianuarie 2000 privind modificarea și completarea Legii viei și vinului nr.67/1997  la punctul 24.5. scrie că „Țuica superioară "Silvania", țuica de Zalău, țuica selecționată - Mureșana, Bihoreana, Horinca și Turț se obțin prin redistilarea țuicii și se învechesc în vase de stejar timp de 2 ani”.
Regulamentul CEE nr. 1576/89 al Consiliului din 29 mai 1989 de stabilire a normelor generale cu privire la definirea, desemnarea și prezentarea băuturilor spirtoase precizează că în categoria Rachiuri de fructe se încadrează denumirile Turț de Oaș și Turț de Maramureș.